# Junoninis
Els junoninis (Junoniini) són una tribu de lepidòpters papilionoïdeus de la família dels nimfàlids (Nymphalidae).

## Gèneres
- Junonia Hübner, 1819
- Precis Hübner, 1819
- Protogoniomorpha Wallengren, 1857
- Salamis Boisduval, 1833
- Yoma Doherty, 1886

Algunes classificacions situen Hypolimnas aquí, altres en la tribu Kallimini.